# Ivano Fontana
Ivano Fontana (født 25. november 1926, død 24. december 1993) var en italiensk bokser som deltog i de olympiske lege 1948 i London.
Fontana vandt en bronzemedalje i boksning under OL 1948 i London. Han kom på en tredjeplads i vægtklassen mellemvægt, efter László Papp fra Ungarn og britiske John Wright.